# Georges Skandalis
Georges Skandalis (* 5. November 1955 in Athen) ist ein griechisch-französischer Mathematiker, der sich mit Themen im Umfeld der Nichtkommutativer Geometrie (nach Alain Connes) und Operatoralgebren befasst.
Skandalis studierte 1975 bis 1979 an der École normale supérieure mit der Agrégation 1977. Ab 1979 war er Assistent an der Universität Paris VI (Pierre et Marie Curie), an der er 1986 bei Alain Connes promoviert wurde (Doctorat d´État). 1980 bis 1988 war er Attaché de Recherches und danach Chargé des Recherches des CNRS und ab 1988 Professor an der Universität Paris VII (Denis Diderot) (Institut de Mathématiques de Jussieu).
Er befasst sich mit Operatoralgebren, K-Theorie von Operatoralgebren, Gruppoiden, lokal kompakten Quantengruppen und singulären Blätterungen.
2002 veröffentlichte er mit Nigel Higson und Vincent Lafforgue eine Arbeit, in der sie Gegenbeispiele zu einer verschärften Version der Vermutung von Baum und Connes (Baum-Connes Vermutung mit Koeffizienten) in verschiedenen Spezialfällen konstruierten, basierend auf Arbeiten von Michail Leonidowitsch Gromow.
1990 war er Invited Speaker auf dem Internationalen Mathematikerkongress in Kyoto (Operator Algebras and Duality). Er war Mitglied von Bourbaki. Für 2020 wurde ihm der Prix Sophie Germain zuerkannt.

## Schriften
- mit Joachim Cuntz, Boris Tsygan: Cyclic homology in non-commutative geometry (= Encyclopaedia of Mathematical Sciences. Operator Algebras and Non-Commutative Geometry. Bd. 121). Springer, Berlin u. a. 2004, ISBN 3-540-40469-4 (S. 115–134: Skandalis: Noncommutative Geometry, the Transverse Signature Operator, and Hopf Algebras (after A. Connes and H. Moscovici). Translated by Raphaël Ponge and Nick Wright. doi:10.1007/978-3-662-06444-3_3).
- mit Gennadi Kasparov: Groups acting properly on „bolic“ spaces and the Novikov conjecture. In: Annals of Mathematics. Bd. 158, Nr. 1, 2003, S. 165–206, doi:10.4007/annals.2003.158.165.
- mit Jean Louis Tu und Guoliang Yu: The coarse Baum-Connes conjecture and groupoids. In: Topology. Bd. 41, Nr. 4, 2002, ISSN 0040-9383, S. 807–834, doi:10.1016/S0040-9383(01)00004-0.
- Operator algebras and duality. Proc. Int. Congr. Math., Kyoto/Japan 1990, Vol. II, 997–1009 (1991).
- mit Alain Connes: The longitudinal index theorem for foliations. Publ. Res. Inst. Math. Sci. 20, 1139–1183 (1984).
- mit Thierry Fack: Connes’ analogue of the Thom Isomorphism for the Kasparov groups. Invent. Math. 64, 7–14 (1981).